# Pic du Sal
Pic du Sal – szczyt górski w Pirenejach Wschodnich. Administracyjnie położony jest na granicy Andory (parafia Ordino) z Francją (departament Ariège). Wznosi się na wysokość 2743 m n.p.m.
Na północny zachód od Pic du Sal usytuowany jest szczyt Pic de l’Estagnole (2567 m n.p.m.), na południowy wschód Pic de la Coume de Seignac (2857 m n.p.m.) oraz Pic de Serrère (2912 m n.p.m.), natomiast na północny zachód położony jest Pic de Soulanet (2584 m n.p.m.).